# High Mobility Engineer Excavator
Der High Mobility Engineer Excavator (englisch, sinngemäß für hochmobiler Pionier-Bagger, kurz: HMEE) ist ein auf die Anforderungen des Militärs zugeschnittener Baggerlader des britischen Baumaschinenherstellers JCB. Gebaut wird das Fahrzeug seit 2007 in Savannah im US-Bundesstaat Georgia.

## Aufbau und Besonderheiten

US-amerikanische Soldaten bei der Arbeit mit dem Heckausleger des HMEE

Der HMEE basiert auf dem Modell Fastrac von JCB und ist dadurch in der Lage, im Gegensatz zu den meisten anderen Radladern oder Baggerladern mit über 80 km/h auf befestigten Straßen zu fahren, womit der Hersteller den Spezifikationen der US Army gerecht wird. Dies ermöglicht es dem HMEE in militärischen Konvois selbstständig mitzufahren und keinen Transport mit einem Tieflader zu benötigen.
Das Fahrzeug wiegt rund zwölf Tonnen und wird von einem 200 PS starken Dieselmotor angetrieben, der mit dem darauf abgestimmten Getriebe eine Höchstgeschwindigkeit von 88 km/h erlaubt. Der Allradantrieb und die Lenkbarkeit beider Achsen ermöglichen Geländegängigkeit und enge Wendekreise. Das serienmäßige ABS erhöht zudem die Sicherheit bei schnellen Fahrten.
Die Radladerschaufel fasst in der Standardausführung 1 m³ und reicht bis in eine Höhe von 3,7 m. Der Heckausleger kann bis zu vier Meter tief graben.
Die Abmessungen des HMEE wurden vom Hersteller entsprechend gewählt, so dass dieser in ein Lockheed C-130-Hercules-Transportflugzeug verladen werden kann.

## Einsatz
Eingesetzt wird der HMEE vor allem von den US-amerikanischen Streitkräften. Ende 2007 schloss die US Army einen Vertrag mit JCB über die Lieferung und Wartung von 800 Fahrzeugen im Wert von 230 Mio. US-Dollar. Die Planung sah vor, die HMEE bis zum Jahr 2012 auszuliefern.
2008 wurden von den britischen Streitkräften HMEE im Wert von 7 Mio. Pfund bestellt.
Im Jahr 2010 erhielten die neuseeländischen Streitkräfte sechs HMEE.
Ebenfalls 2010 schlossen die schwedischen Streitkräfte einen Vertrag über den Kauf von zehn HMEE.
Im Jahr 2013 erhielt die Bundeswehr ebenfalls sieben dieser schnellen Pioniermaschinen. 2024 wurden sechs Stück an die Ukraine abgegeben.

## Nutzer
- Australien
- Dänemark
- Belgien
- Deutschland
- Irland
- Israel
- Neuseeland
- Schweden
- Spanien
- Vereinigtes Königreich
- Ukraine
- Vereinigte Staaten